# Cyrtandra paragibbsiae
Cyrtandra paragibbsiae är en tvåhjärtbladig växtart som beskrevs av Brian Laurence Burtt. Cyrtandra paragibbsiae ingår i släktet Cyrtandra och familjen Gesneriaceae. Inga underarter finns listade i Catalogue of Life.